# Березанская
Береза́нская — станица в Выселковском районе Краснодарского края.
Административный центр Березанского сельского поселения.

## География
Станица Березанская расположена на реке Бейсуг, в 13 км к северо-западу от районного центра — станицы Выселки и села Заря, на автотрассе М4, участок «Краснодар—Павловская». Известная в крае психиатрическая лечебница находится в поселке Заречном, в 4 км севернее станицы.

## История
Березанское куренное селение — последнее из 40 первых расселённых куренных селений, основанных черноморскими казаками, переселившимися на Кубань (см. Кубанские казаки). Селение было основано в 1794 году. Хотя, казаки «сильнейше понуждались» к переселению войсковыми чиновниками, они крайне неохотно следовали в назначенные места. В августе 1794 года на заседании правительства рассматривался вопрос о полном отсутствии людей в Березанском и Екатерининском куренях.
- 7 ноября 1788 года казаки Черноморского войска (в другом источнике пешего Запорожского войска) во главе с войсковым судьей (в другом источнике подполковником) Антоном Головатым на дубах, не отвечая на огонь турок, подплыли к острову Березань в 8 километрах от крепости Очаков, дали залп и штурмом завладели островом, при помощи огня с канонерский лодок бригадира Рибаса, и заставили капитулировать гарнизон располагавшейся на нём турецкой крепости. Турки прекратили огонь и сдались, наши трофеи — 11 знамён и 21 орудие. После переселения казаков на Кубань в 1792 году в память о своём участии в штурме они основали там станицу Березанскую.

По сведениям 1882 года в станице Березанская проживало 3303 человека (1670 мужского пола и 1633 — женского), насчитывалось 476 дворовых хозяйств. Народность жителей — малороссы.
В октябре 1920 года в станице Березанская был организован сельский Совет народных депутатов.

## Население
| 1959 | 1979  | 2002  | 2010  | 2021  |
| ---- | ----- | ----- | ----- | ----- |
| 4977 | ↗5530 | ↗6484 | ↗6968 | ↘6272 |

Число жителей станицы Березанская Екатеринодарского уезда Кубанской области, что находилась в 100 верстах от уездного города, составляло 3118 душ обоего пола. Имелось: 531 двор, православная церковь, народное училище, 6 мельниц, 9 лавок, 2 питейных заведения, еженедельный базары и 3 ярмарки в году. Жители занимались хлебопашеством и скотоводством.

## Этимология
Своё название Березанское куренное селение получило в честь воспоминания о взятии черноморцами турецкой крепости на острове Березань: 7 ноября 1788 года казаки Черноморского войска во главе с войсковым судьёй Антоном Головатым штурмом завладели островом Березань и заставили капитулировать гарнизон располагавшейся на нём турецкой крепости.
По другой версии название станица получила от города Березань, откуда была родом значительная часть первых поселенцев.

## Население
| 1959 | 1979  | 2002  | 2010  | 2021  |
| ---- | ----- | ----- | ----- | ----- |
| 4977 | ↗5530 | ↗6484 | ↗6968 | ↘6272 |

- [web.archive.org/web/20041107203431/mapl37.narod.ru/map1/il37080.html Топографические карта L-37-92 (Лист Новорождественская)]
- Березанская на Wikimapia

1. ↑  Всесоюзная перепись населения 1959 года. Численность сельского населения РСФСР - жителей сельских населённых пунктов - районных центров по полу
2. ↑  Всесоюзная перепись населения 1979 года. Численность сельского населения РСФСР - жителей сельских населённых пунктов - районных центров
3. ↑  Всероссийская перепись населения 2002 года. Численность населения субъектов Российской Федерации, районов, городских поселений, сельских н
4. ↑  Всероссийская перепись населения 2010 года. Том 1, таблица 4. Численность городского и сельского населения по полу по Краснодарскому краю
5. ↑  Итоги Всероссийской переписи населения 2020 года (по состоянию на 1 октября 2021 года)